# サミュエル・アサティ
サミュエル・アサティ（Samuel Asati、1999年3月14日 - ）は、ケニアのラグビーユニオン選手。

## プロフィール
- ケニア・キスム出身[1]。
- ポジションはスクラムハーフ(SH)。
- 身長 172cm、体重 80kg
- ケニア代表キャップは3（2024年7月現在）[2]。

## 略歴
2024年、パリ2024五輪の7人制ケニア代表に選ばれた。